# Ruth Ellis
Ruth Ellis (Rhyl, 9 oktober 1926 – Londen, 13 juli 1955) was de laatste vrouw die in het Verenigd Koninkrijk werd geëxecuteerd. Ze werd veroordeeld voor de moord op haar gewelddadige partner, David Blakely. 

## Jeugd
Ellis werd geboren in Rhyl, een klein plaatsje in Wales. Ze was de derde van zes kinderen. Haar moeder, Elisabeth (Bertha) Cothals, was een Belgische vluchteling. Haar vader, Arthur Hornby, was een cellist uit Manchester. Arthur veranderde later zijn naam naar Neilson. In 1941 verhuisde de familie naar Londen.
In 1944 raakte de toen 17-jarige Ellis zwanger. Ze kreeg een zoon, die ze Clare Andrea Neilson noemde. De vader, een Canadese soldaat genaamd Clare, stuurde Ellis ongeveer een jaar lang geld om voor het kind te zorgen. Later is het kind, door iedereen Andy genoemd, bij de moeder van Ellis gaan wonen.

## Carrière
Ellis verliet Fairfields Senior Girls' School in Basingstoke toen ze 14 was, om te werken als serveerster. Na wat modellenwerk als naaktmodel te hebben gedaan kwam ze aan een baantje als gastvrouw in een nachtclub, de Court Club aan de Duke Street. De manager van de nachtclub, Morris Conley, chanteerde zijn gastvrouwen, zodat zij seksuele gemeenschap met hem zouden hebben. Later ging ze ook in de prostitutie. Aan het begin van de jaren 50 raakte Ellis zwanger van een vaste klant, maar beëindigde de zwangerschap na 3 maanden en ging zo snel mogelijk weer aan het werk.
Een van de klanten bij de Court Club was George Ellis, een gescheiden tandarts met twee zoons. Hij was een gewelddadige, jaloerse en bezitterige alcoholist. Ruth en George trouwden op 8 november 1950 in het gemeentehuis in Tonbridge, Kent. Het huwelijk verslechterde snel, aangezien George ervan overtuigd was dat zijn vrouw een affaire had. Ruth probeerde hem vaak te verlaten, maar kwam altijd weer bij hem terug.
In 1951 verscheen Ruth in de Rank film Lady Godiva Rides Again. (niet gecrediteerd). Ze was toen 4 maanden zwanger van haar dochter Georgina, die door George nooit erkend werd als eigen kind. Het huwelijk van Ruth en George strandde kort na de geboorte van Georgina, waarna moeder en dochter bij Ruths moeder gingen wonen. Ruth ging weer de prostitutie in, vanwege een tekort aan geld.

## De moord
In 1953 besloot Ellis manager te worden van nachtclub The Little Club. Ze werd overspoeld met luxueuze cadeaus van haar bewonderaars en had bekende vrienden. Dankzij autocoureur Mike Hawthorn leerde ze David Blakely kennen. Blakely, drie jaar jonger dan Ellis, was een stevige drinker en coureur, maar had goede manieren. Binnen een paar weken trok Blakely bij Ellis in in haar flat boven de club, ondanks het feit dat hij verloofd was met een andere vrouw (Mary Dawson). Ellis raakte voor de vierde keer zwanger, maar pleegde abortus aangezien ze niet het gevoel had dat zij zich net zoveel voor de relatie met Blakely in wilde zetten als hij wilde.
Ze begon een relatie met Desmond Cussen, een Royal Air Force-piloot die met Lancaster-bommenwerpers had gevlogen tijdens de Tweede Wereldoorlog. Na de oorlog had hij boekhouding opgepakt, en werd later benoemd tot directeur van het familiebedrijf Cussen & Co., een keten van tabakswinkels. Toen Ellis werd ontslagen als manager van The Little Club ging ze bij Cussen wonen, en werd zijn minnares. Ondertussen onderhield zij ook nog steeds een relatie met Blakely, alhoewel deze relatie gewelddadig en verbitterd was aangezien zowel Ellis als Blakely vreemdgingen. Blakely heeft Ellis ten huwelijk gevraagd, waarop ze ja antwoordde. In januari 1955 verloor Ellis nog een kind bij een miskraam na een stoot in haar buik door Blakely.

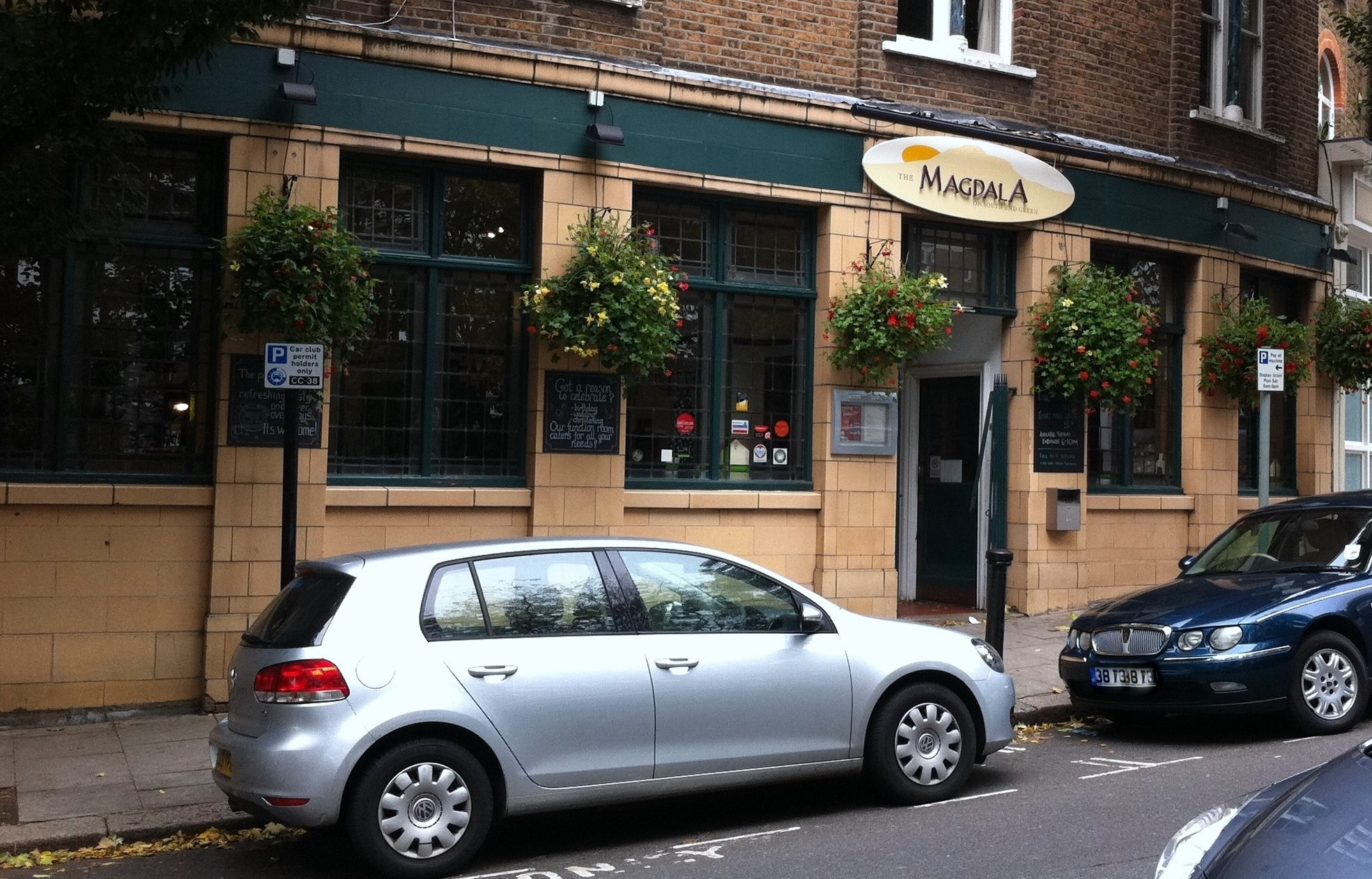
De Magdala pub in 2010 (gesloten in 2016)

Op eerste paasdag, 10 april 1955, nam Ellis een taxi van het huis van Cussen naar Hampstead. Ze reisde af naar het huis van Anthony en Carole Findlater, omdat ze vermoedde dat Blakely daar zou zijn. Zodra ze aankwam bij het huis reed de auto van Blakely daar weg. Ze betaalde de taxi en liep naar de Magdala, een pub in South Hill Park, Hampstead. Daar trof ze de auto van Blakely aan. Rond 21:30 uur in de avond kwamen David Blakely en zijn vriend Clive Gunnell uit de pub. Blakely liep Ellis voorbij, die uit Henshaws Doorway stapte, een krantenwinkel waar ze had gewacht. Ze riep naar hem, "Hello, David". Nadat hij haar had genegeerd schreeuwde ze, "David!".
Terwijl Blakely aan het zoeken was naar zijn autosleutels, haalde Ellis een .38 kaliber Smith & Wesson Victory model revolver uit haar handtas. Ze schoot 5 keer op Blakely. Het eerste schot was mis, waarna hij en Ellis om de auto heen begonnen te rennen. Ellis schoot een tweede keer, dit keer raak, waardoor hij in elkaar zakte op de stoep. Ze ging over hem heen staan en schoot nog drie keer. Een van de kogels was ongeveer anderhalve centimeter van zijn rug vandaan afgeschoten, waardoor brandwonden ontstonden.
Getuigen hebben verklaard dat Ellis vol bewondering over het lichaam heen stond. Ook hoorden getuigen een aantal klikjes, wat later pogingen bleken om een zesde schot te lossen. Uiteindelijk heeft Ellis het zesde schot nog gelost in de grond, waarna de kogel afketste op de weg en de vrouw van een lokale bankier verwondde.
In shock vroeg Ellis aan Gunnell of hij de politie wilde bellen. Ze werd gearresteerd door een politieagent die eigenlijk geen dienst had, Alan Thompson. Hij nam het pistool van haar af, stopte het in zijn jaszak, en hoorde haar zeggen "Ik ben schuldig, ik ben een klein beetje verward". Ze werd meegenomen naar het politiebureau van Hampstead, waar ze kalm en niet onder invloed van drugs of alcohol overkwam. Ze bekende schuld en gaf de politie een gedetailleerde beschrijving van wat ze had gedaan. Het lichaam van Blakely werd meegenomen naar het ziekenhuis, waar bleek dat hij was overleden aan meerdere kogelwonden aan de darmen, lever, longen, aorta en trachea.

## Onderzoek
Tijdens de verhoring van Ellis waren drie agenten aanwezig: rechercheur Gill, rechercheur Crawford en hoofdrechercheur Davies. Tijdens het verhoor was geen advocaat aanwezig, net als tijdens haar eerste verschijning bij de rechtbank op 11 april 1955. Ze werd in voorlopige hechtenis gehouden.
Om te kijken of er sprake was van een psychische aandoening is Ellis twee keer onderzocht door hoofdarts M.R. Henry Williams, waarbij geen bewijs werd gevonden voor handelen vanuit een psychische aandoening. Op 3 mei werd een EEG-onderzoek uitgevoerd, waarbij ook geen onregelmatigheden werden gevonden. Tijdens haar hechtenis is ze ook onderzocht door psychiater D. Whittaker als deel van haar verdediging, en door A. Dalzell als deel van het onderzoek van de aanklagers. Beiden vonden geen bewijs voor krankzinnigheid.

## De rechtszaak
Op 20 juni 1955 verscheen Ellis voor het eerst in de rechtszaal in Londen, voor rechter Cecil Havers. Ellis droeg een zwart pak met een witte zijden blouse, en had haar haar net laten bleken en stijlen. Haar advocaten maakten zich zorgen om haar uiterlijk (met name haar blonde haar), maar ze paste het niet aan.
Toen de aanklager Christmas Humphreys zijn enige vraag stelde ("Wat was je bedoeling toen je met de revolver heel dicht bij het lichaam van David Blakely schoot?"), was Ellis' enige antwoord: “Het is vrij duidelijk dat ik hem probeerde te vermoorden toen ik op hem schoot.” Dit antwoord op Humphreys' vraag verzekerde haar van het vonnis "schuldig". De jury had maar 20 minuten nodig om tot een besluit te komen. Ze kreeg het vonnis en werd overgebracht naar een dodencel in Holloway.

## Executie
Sinds de executie van Edith Thompson in 1923 waren veroordeelde vrouwelijke gevangenen verplicht om dikke, gewatteerde, katoenen onderbroeken te dragen. Voor de toegewezen tijd van executie werd Ellis door bewaakster Evelyn Galilee, die haar de afgelopen weken had bewaakt, meegenomen naar de wasruimte. Galilee zei tegen Ellis "Sorry Ruth, maar ik moet dit doen". De onderbroeken hadden tape aan de voor- en achterkant, waar aan getrokken moest worden om alles vast te zetten. Toen ze terug kwamen in de dodencel, deed Ellis haar bril af, legde hem op de tafel en zei, "Deze zal ik niet meer nodig hebben."
De bisschop van Stepney, Joost de Blank, bezocht Ellis vlak voor haar dood. Ze vertelde hem, "Het is voor mij duidelijk dat ik niet degene was die hem heeft beschoten. Toen ik mezelf met de revolver zag, wist ik dat ik een ander persoon was." Deze uitspraken werden later gebruikt als quotes in de Londense avondkrant, The Star.
Op 13 juli, dertig seconden voor 9:00 uur, kwam de officiële beul Albert Pierrepoint binnen met zijn assistent Royston Rickard. Zij begeleidden Ruth naar de executieruimte naast de dodencel. Ze was de dag daarvoor gewogen als 46,8 kilo, en er was een val van 2,54 meter voorbereid. Pierrepoint executeerde Ellis in 12 seconden, en haar lichaam heeft nog een uur gehangen. Haar autopsieverslag door patholoog Keith Simpson is later publiek gemaakt.